# 覃姓
覃姓，中國姓氏，该字最早出现于《诗经》、《书经》。

## 起源
覃（Qín，音「秦」）姓氏有四种出源：
- 来自夏时地名覃怀，居者以地为氏为覃氏。
- 以职业为姓，覃的本义为有塞盖的酿酒坛或者盛酒陶坛，覃人与酿酒和储藏酒的坛子的制造有关，覃人不但能酿酒，而且知道使用何种形状的陶器作为酒具，能获得质地醇厚香甜的美酒。久而久之，形成了覃氏族，以此职业为氏族原始图腾，并且命名氏族，创制族徽，出现覃姓。
- 来自夏时的皇覃氏部落。
- 壮族、土家族或巴蜀地区的少數民族。
- 古為谭氏，为避难改为覃氏，读作Tán（音「譚」）。[來源請求]

覃姓是一个有多种读音的姓氏
- 读为tán，主要分布在黄河流域的北方各省和关陇地区。
- 读为xún，主要生活在四川一带的覃姓人仍把自己的姓氏读为xún。
- 读为qín，主要生活在今广西一带的覃姓人。

## 延伸阅读
[在维基数据编辑]
 《欽定古今圖書集成·明倫彙編·氏族典·覃姓部》，出自陈梦雷《古今圖書集成》